# Eleccions a les Corts Valencianes de 2011
Les eleccions a les Corts Valencianes corresponents a la VIII legislatura de l'actual període democràtic, se celebraren el 22 de maig de 2011.

## Situació a la legislatura anterior
A les eleccions anteriors el PP amplià la seua majoria en aconseguir 54 escons, front als 38 del PSPV-PSOE i els 7 de Compromís pel País Valencià coalició formada per Esquerra Unida del País Valencià (que aconseguí 5 diputats) i el Bloc Nacionalista Valencià (que aconseguí 2 diputats) entre d'altres.
En octubre de 2007 es filtrà als mitjans del grup PRISA que el líder del PSPV Joan Ignasi Pla no havia pagat una reforma de la seua casa per valor de 78.000 euros. Dies després es veié obligat a pagar la factura i a dimitir com a secretari general. Després de la seua marxa el PSPV-PSOE nomenà una comissió gestora encapçalada per Joan Lerma fins a la celebració d'un nou congrés, el qual se celebrà en setembre de 2008 i guanyà l'aleshores alcalde d'Alaquàs Jorge Alarte per vint vots de diferència front l'alcalde de Morella Joaquim Puig Ferrer. En setembre de 2010, durant el procés d'elecció de candidat, el comitè nacional del PSPV-PSOE eligí a Jorge Alarte, a més, l'exministre Antoni Asunción i ja candidat a les eleccions a les Corts Valencianes de 1999 recollí els avals suficients per poder presentar-se a les primàries, no obstant prop de 300 li foren anul·lats i Asunción parlà de frau electoral, per aquest motiu acudí als tribunals per demanar la impugnació de les primàries i, a causa d'aquestes denúncies, Asunción fou suspès cautelarment de militància.
Per altra banda, la coalició Compromís pel País Valencià, formada per Esquerra Unida del País Valencià, el Bloc Nacionalista Valencià, Els Verds del País Valencià, Els Verds - Esquerra Ecologista del País Valencià i Izquierda Republicana, que esperava obtenir al voltant de 10 escons, només n'obtingué 7, 5 d'ells d'EUPV i 2 del BLOC. A partir de l'elecció de representants del Consell d'Administració de RTVV sorgí un crisi interna. Per un costat EUPV, a qui corresponia l'elecció de l'anomenat representant segons els pactes preelectorals amb el BLOC, proposava a Amadeu Sanchis. Per l'altre costat els dos diputats del BLOC proposaven a Rafael Xambó. Després d'açò començà una crisi interna a EUPV quan 2 dels 5 diputats que havia aconseguit aquesta formació s'uniren als 2 diputats del BLOC en la seua proposta de Rafa Xambó i destituïren a Glòria Marcos com a portaveu del grup parlamentari contravenint els pactes preelectorals del Compromís pel País Valencià (que també especificaven que la portaveu seria Glòria Marcos) i les decisions internes d'EUPV. Aquestes dues diputades d'EUPV, Mónica Oltra i Mireia Mollà del corrent intern Esquerra i País foren expulsades del partit, i crearen un nou partit polític: Iniciativa del Poble Valencià. De cara a les eleccions generals espanyoles de 2008 la coalició ja estava trencada i es presentaren dues candidatures: una formada per EUPV i IR, i altra formada pel BLOC, IdPV i Els Verds-EE, cap de les dues obtingué escó. En novembre de 2008 el grup parlamentari, amb el vot dels 2 diputats del BLOC i de les dues exdiputades d'EUPV, expulsà a Glòria Marcos, que passà al grup de diputats no adscrits, els altres dos diputats d'EUPV, Lluís Torró i Marina Albiol se n'anaren amb ella. Per tant, des d'aleshores el grup parlamentari de Compromís estigué format per 4 diputats (2 del BLOC i 2 d'Iniciativa) i el de no adscrits pels 3 d'EUPV. El 2009 Glòria Marcos deixà el seu escó i fou substituïda per la nova coordinadora general Marga Sanz. En aquestes eleccions EUPV es presentarà en solitari, i el BLOC, IdPV i Els Verds-EE es presenten sota el nom de Coalició Compromís.
El Govern Valencià i el Partit Popular de la Comunitat Valenciana es van vore involucrats en la trama de corrupció coneguda com a Cas Gürtel durant aquesta legislatura. Segons el jutge Garzón, el president de la Generalitat Valenciana, Francesc Camps i altres alts càrrecs del PP valencià havien concedit adjudicacions a empreses, a canvi de regals, com vestits, jaquetes, pantalons o cinturons. Segons Garzón, existien enregistraments en els quals imputats en la trama parlaven de regals a alts càrrecs populars de València. A més, també assegura que hi ha factures de les dues botigues on es va comprar la roba, i declaracions del sastre que s'encarregava de subministrar-la a Camps i els seus col·laboradors.
Segons Garzón, aquests suborns estaven vinculats amb l'adjudicació de contractes per gairebé cinc milions d'euros a l'empresa de Francisco Correa a València per quatre anys, per a l'organització d'esdeveniments, tant per a la Generalitat Valenciana com per al PPCV, com actes amb motiu del V Encontre Mundial de les Famílies celebrat a València el 2006, l'organització del X Congrés regional del PP el 2002 on Eduardo Zaplana era reelegit president regional o stands de promoció turística a FITUR en successives edicions.
A més de Camps, també estarien implicats altres dirigents del PP valencià, com el secretari general, Ricardo Costa, o l'ex-secretari d'organització, Víctor Campos, primer a dimitir com a dirigent del partit a Castelló, forçat per la direcció del PP a Madrid.
Altre cas de corrupció destapat durant aquesta legislatura fou el Cas Brugal en què s'investiguen delictes de suborn, extorsió i tràfic d'influències en l'adjudicació de contractes públics en concursos de gestió dels serveis de recollida de fem en diverses localitats governades pel Partit Popular a la província d'Alacant. Estan imputats el president de la diputació provincial d'Alacant José Joaquín Ripoll, els empresaris Ángel Fenoll i Enrique Ortiz (també involucrat en la trama Gürtel) i diversos regidors del PP d'Oriola entre d'altres.
El 8 d'abril de 2011 les llistes autonòmiques del PPCV foren aprovades pel Comité Nacional del PP, en elles es troben nou implicats per casos de corrupció (Francesc Camps i Ricardo Costa imputats pel Cas Gürtel, Pedro Hernández Mateo imputat per tràfic d'influències, Milagrosa Martínez, Vicente Rambla, David Serra i Yolanda García pel Cas Gürtel i Sonia Castedo i Luis Díaz Alperi pel Cas Brugal). A més hi ha un desè, Jorge Bellver regidor d'urbanisme de València imputat per prevaricació urbanística.

## Candidatures

### Candidatures amb representació a les Corts Valencianes
En negreta, el candidat a la presidència de la Generalitat Valenciana. Per ordre de nombre d'escons en la present legislatura:

| Candidats per circumscripcions |                                              |               |                     |                |              |
| Candidatura                    | Candidatura                                  | Alacant       | Castelló            | València       | Observacions |
|                                | Partit Popular (PPCV)                        | Sonia Castedo | Alberto Fabra       | Francesc Camps |              |
|                                | Partit Socialista Obrer Espanyol (PSPV-PSOE) | Ángel Luna    | Francisco Toledo    | Jorge Alarte   |              |
|                                | Coalició Compromís (Compromís)               | Mireia Mollà  | Josep Maria Pañella | Enric Morera   |              |
|                                | Esquerra Unida del País Valencià (EUPV)      | Lluís Torró   | Marina Albiol       | Marga Sanz     |              |

### Candidatures sense representació a les Corts Valencianes
| Candidats per circumscripcions                                                                 |                                |                                |                                  | |
| Partit                                                                                         | València                       | Alacant                        | Castelló                         | Observacions                                                                                        |
| Centre Democràtic Liberal (C.D.L.)                                                             | Amparo Picó Peris              | Joaquín Francisco López Compañ | Joaquín Lorenzo Zaragoza Galindo | |
| Centro Liberal Renovador (CLR)                                                                 | -                              | Pedro Antonio Mancebo Gilabert | -                                | |
| Ciudadanos en Blanco (CenB)                                                                    | Vicente Manuel Mañó Raga       | -                              | -                                | |
| Coalicio Valenciana (CVa)                                                                      | Alfonso Doménech Irles         | María Antonia Sastre Salort    | Vicente Bone Vidal               | |
| Democracia Nacional (DN)                                                                       | Arturo Álvarez San Agustín     | Rudi Miguel Blauhut Femenia    | Juan Manuel Sales Orti           | |
| España 2000 (ESPAÑA 2000)                                                                      | José Luis Roberto Navarro      | Ernesto Mila Rodríguez         | Santiago Bojados Ferrando        | |
| Esquerra Nacionalista Valenciana-República Valenciana/Partit Valencianista Europeu (ENV-RVPVE) | Nicolau Colomar i Lloret       | -                              | -                                | |
| Esquerra Republicana del País Valencià (ERPV)                                                  | Agustí Cerdà i Argent          | Antoni Mulet                   | Rafael Fabregat Prats            | |
| Falange Auténtica (FA)                                                                         | Francisco Sánchez Sánchez      | Enrique Antigüedad Sánchez     | -                                | |
| Falange Española de las JONS (FE de las JONS)                                                  | José Juan Molina Lara          | -                              | -                                | |
| La República (LA REPÚBLICA)                                                                    | Vicent Alonso Climent          | -                              | -                                | |
| Movimiento por la Unidad del Pueblo-Republicanos (MUP-R)                                       | Rubén Alba Torres              | Vanessa Pinilla Guerra         | -                                | |
| Partit Antitaurí Contra el Maltractament Animal (PACMA)                                        | -                              | José Luis Sánchez Sánchez      | Jose Ramon Puig Herraiz          | |
| Partit Comunista dels Pobles d'Espanya (PCPE)                                                  | Aitor Manero Guillem           | Álvaro Luque                   | Francisco Jose Tendero Egea      | |
| Partido de los Extranjeros (PDEX)                                                              | Wilson Hernando Bolivar        | -                              | -                                | |
| Partido Familia y Vida (PFyV)                                                                  | -                              | María Jesús Luzán González     | Vicente Jose Serra Martí         | |
| Partit Humanista (PH)                                                                          | Josefa Robles Garrido          | Adrián Clemente Bertomeu       | -                                | |
| Partido Socialpatriota Español (SPES)                                                          | Felipe Antonio Navarro Tamarit | -                              | -                                | |
| Unificació Comunista d'Espanya (UCE)                                                           | María José Salvador Pérez      | Juan Ramón Jaén Morcillo       | -                                | |
| Unión Progreso y Democracia (UPyD)                                                             | Rafael Soriano Hernández       | Joaquín Vicente Andréu Gómez   | Joaquín Catalan Berga            | |
| Units x Valéncia (UxV)                                                                         | Carles Choví i Añó             | Josep Lluís Mira i Conca       | Miquel Angel Gascon i Rocha      | |
| Verds i Ecopacifistes (VERDS)                                                                  | Pura Peris García              | Manuel Gallud Gilabert         | Clara Rebolledo Gaudes           | Coalició formada per Els Verds del País Valencià, Els Verds Ecopacifistes i Los Verdes-Grupo Verde. |

## Enquestes
| Enquesta                             | PPCV   | PSPV-PSOE | Compromís | EUPV  | UPyD | Altres | Indecisos |
| ------------------------------------ | ------ | --------- | --------- | ----- | ---- | ------ | --------- |
| Público(4/2010)                      | 51%    | 31,2%     | 3,7%      | 8%    | -    | 4,7%   |           |
| Projecció d'escons                   | 57-58  | 35-36     | 0         | 6     | -    | -      |           |
| El Mundo (05/2010)                   | 55,80% | 30,70%    | 2,50%     | 6,40% | -    | 4,60%  |           |
| Projecció d'escons                   | 59-64  | 30-33     | 0         | 4-6   | -    | -      |           |
| Las Provincias(09/2010)              | 53,40% | 31,70%    | 3,50%     | 6,40% | -    | 5,00%  |           |
| Projecció d'escons                   | 57     | 36        | 0         | 6     | -    | -      |           |
| El País(10/2010)                     | 51,2%  | 29,3%     | 3,5%      | 6,7%  | -    | 9,3%   |           |
| Projecció d'escons                   | 60     | 33        | 0         | 6     | -    | -      |           |
| PSOE(11/2010)                        | 56,05% | 29,93%    | 3,99%     | 5,26% | -    | 4,77%  |           |
| Projecció d'escons                   | 60     | 35        | 0         | 4     | -    | -      |           |
| El Mundo (01/2011)                   | 56,70% | 27,30%    | 3,00%     | 5,60% | -    | 7,40%  |           |
| Projecció d'escons                   | 63-65  | 29-32     | 0         | 4-5   | -    | -      |           |
| ABC(3/2011)                          | 55,1%  | 30,5%     | 3,7%      | 6,8%  | -    | 3,9%   |           |
| Projecció d'escons                   | 60     | 33        | 0         | 6     | -    | -      |           |
| Público(4/2011)                      | 50,4%  | 32,6%     | 5,7%      | 5,7%  | -    | 5,6%   |           |
| Projecció d'escons                   | 55     | 35        | 4         | 5     | -    | -      |           |
| COPE(4/2011)                         | 54,2%  | 31,6%     | 3,7%      | 6,7%  | -    | 3,8%   |           |
| Projecció de escons                  | 57-59  | 33-35     | 0         | 6-7   | -    | -      |           |
| El Mundo(4/2011)                     | 52,3%  | 32,6%     | 3,5%      | 6,4%  | -    | 5,2%   |           |
| Projecció d'escons                   | 56-59  | 36-39     | 0         | 4     | -    | -      |           |
| CIS(4/2011)                          | 53,1%  | 28,8%     | 2,7%      | 7,1%  | 1,7% | 4,4%   |           |
| Projecció de escons                  | 60     | 33        | 0         | 6     | 0    | -      |           |
| La Gaceta de la Iberosfera(8/5/2011) | 54,1%  | 31,1%     | 3,9%      | 7,2%  | -    | -      |           |
| Projecció d'escons                   | 58     | 35        | 0         | 6     | -    | -      |           |
| Las Provincias(5/2011)               | 52,6%  | 30,1%     | 3,2%      | 6,0%  | 1,6% | 6,5%   | 15,6%     |
| Projecció d'escons                   | 58-60  | 34-36     | 0         | 3-5   | 0    | -      |           |
| Antena 3(5/2011)                     | 51,3%  | 29,2%     | 4,4%      | 8,3%  | -    | 6,8%   |           |
| Projecció d'escons                   | 56-58  | 32-34     | 0         | 9     | -    | -      |           |
| El País(15/05/2011)                  | 51,6%  | 28,7%     | 4,2%      | 7,1%  | -    | 8,4%   |           |
| Projecció d'escons                   | 59     | 33        | 0         | 7     | -    | -      |           |

## Campanya electoral

### Lemes electorals

#### Partits amb representació a les Corts Valencianes
| Lemes electorals                             |                                                  |                                                  |
| Partit                                       | Precampanya                                      | Campanya                                         |
| Partit Popular (PPCV)                        |                                                  | Centrats en tu                                   |
| Partit Socialista Obrer Espanyol (PSPV-PSOE) | Altre camí és possible                           | L'honradesa d'un vot                             |
| Coalició Compromís (Compromís)               | Som com tu                                       | Som com tu                                       |
| Esquerra Unida del País Valencià (EUPV)      | La teua alternativa Treball, honradesa, igualtat | La teua alternativa Treball, honradesa, igualtat |

#### Partits sense representació a les Corts Valencianes
| Lemes electorals                                                                               |                                  |          |
| Partit                                                                                         | Precampanya                      | Campanya |
| Centre Democràtic Liberal (C.D.L.)                                                             |                                  |          |
| Centro Liberal Renovador (CLR)                                                                 |                                  |          |
| Ciudadanos en Blanco (CenB)                                                                    |                                  |          |
| Coalicio Valenciana (CVa)                                                                      | Coalició... La solució           |          |
| Democracia Nacional (DN)                                                                       | Por ti y los tuyos               |          |
| España 2000 (ESPAÑA 2000)                                                                      | Falta trabajo, sobra inmigración |          |
| Esquerra Nacionalista Valenciana-República Valenciana/Partit Valencianista Europeu (ENV-RVPVE) |                                  |          |
| Esquerra Republicana del País Valencià (ERPV)                                                  | Un vot a Esquerra fot la dreta   |          |
| Falange Auténtica (FA)                                                                         |                                  |          |
| Falange Española de las JONS (FE de las JONS)                                                  |                                  |          |
| La República (LA REPÚBLICA)                                                                    |                                  |          |
| Movimiento por la Unidad del Pueblo-Republicanos (MUP-R)                                       |                                  |          |
| Partit Antitaurí Contra el Maltractament Animal (PACMA)                                        |                                  |          |
| Partit Comunista dels Pobles d'Espanya (PCPE)                                                  |                                  |          |
| Partido de los Extranjeros (PDEX)                                                              |                                  |          |
| Partido Familia y Vida (PFyV)                                                                  |                                  |          |
| Partit Humanista (PH)                                                                          |                                  |          |
| Partido Socialpatriota Español (SPES)                                                          |                                  |          |
| Unificació Comunista d'Espanya (UCE)                                                           |                                  |          |
| Unión Progreso y Democracia (UPyD)                                                             | #votoutil                        |          |
| Units x Valéncia (UxV)                                                                         | La força valenciana              |          |
| Verds i Ecopacifistes (VERDS)                                                                  |                                  |          |

### Actes de campanya
La campanya electoral començà oficialment la nit entre el dia 5 i 6 de Maig, a les 0 hores.
Francesc Camps començà la campanya junt a Rita Barberá a la seu del Partit Popular valencià assegurant que "Espanya es posarà en peu i tornarà altra vegada a haver treball per a tots" amb el govern del PP a Espanya, comparant la situació actual amb la de 1996 i insistint que les properes eleccions autonòmiques són l'antesala d'un triomf nacional per al PP. Barberá afirmà que "hauria de començar la festa de la democràcia, però és impossible tenir sentiment de festa quan hi ha cinc milions de parats" i presentà Camps com una persona "terriblement maltractada pel socialisme". A l'acte també participaren Antonio Clemente Olivert, Sonia Castedo i Alberto Fabra Part.
Quant al PSPV-PSOE, Jorge Alarte, front a la seu del partit demanà el vot per "tornar la il·lusió i l'esperança als valencians i valencianes" i reclamà "tornar a la Comunitat Valenciana l'honradesa; l'honradesa per pagar les factures que es deuen, l'honradesa per sanejar la Generalitat, per acabar amb el malbaratament i perquè els diners servesquen per millorar les condicions de vida dels cinc milions de valencians i valencianes". L'acompanyava en aquest primer acte de campanya el candidat a l'alcaldia de València Joan Calabuig i manifestà la seua intenció de "canviar la política del passat, la de les mentides, la de Camps, que mentí en tot; per la política honrada de l'eficiència, la solvència, la responsabilitat i la dignitat per als valencians i valencianes".
Des d'Esquerra Unida del País Valencià començaren amb 3 actes, un en cada capital de província. A València, Marga Sanz, acompanyada per Amadeu Sanchis (candidat a l'alcaldia de la ciutat), demanà el vot a "aquelles persones que pateixen la crisi però no l'han provocat", i afirmà que les polítiques d'esquerres eren l'única eixida a la crisi front al model neoliberal del PP i el PSOE. Prometé portar al parlament valencià les propostes d'esquerres per frenar l'atur i la corrupció.
Compromís començà la campanya electoral a un hotel proper a la Ciutat de les Arts i les Ciències, amb Enric Morera afirmant que estan "a la recta final d'un llarg treball de configurar una alternativa progressista i al servei dels interessos del poble valencià, front a la dreta que representa el Partit Popular o les polítiques del PP que representen al PSOE". L'acompanyava en aquest acte Joan Ribó, candidat a l'alcaldia de la ciutat de València.
UPyD, després de la tradicional pegada de cartells, obrí la campanya electoral a València amb un míting al carrer en què intervigueren Rosa Díez, Rafael Soriano —candidat a la Generalitat— i Ramón Igual —candidat a l'ajuntament de València. Díez i els candidats mostraren la seua aposta en la lluita contra la corrupció i la necessitat que els ciutadans s'impliquen en la política, de fet animaren als presents a preguntar-los directament.

## Resultats
| Total País Valencià |                                                                                                |                                                                                                |                                                                                                |                                                                                                |               |              |            |           |             |
| Cens                | Cens                                                                                           | Cens                                                                                           | Cens                                                                                           | Participació                                                                                   | Participació  | Participació | Abstenció  | Abstenció | Abstenció   |
| Cens                | Cens                                                                                           | Cens                                                                                           | Cens                                                                                           | Vots                                                                                           | Vots          | Percentatge  | Vots       | Vots      | Percentatge |
| 3.549.687           | 3.549.687                                                                                      | 3.549.687                                                                                      | 3.549.687                                                                                      | 2.491.588                                                                                      | 2.491.588     | 70,19%       | 1.058.099  | 1.058.099 | 29,81%      |
| Vots totals         |                                                                                                |                                                                                                |                                                                                                |                                                                                                |               |              |            |           |             |
| Vàlids              | Vàlids                                                                                         | Vàlids                                                                                         | Vàlids                                                                                         | Vàlids                                                                                         | Vàlids        | Vàlids       | Nuls       | Nuls      | Nuls        |
| 2.450.872           | 2.450.872                                                                                      | 2.450.872                                                                                      | 2.450.872                                                                                      | 98,37%                                                                                         | 98,37%        | 98,37%       | Nuls       | Nuls      | Nuls        |
|                     | Vots a candidatures                                                                            | Vots a candidatures                                                                            | Percentatge                                                                                    | Vots en blanc                                                                                  | Vots en blanc | Percentatge  | Nuls       | Nuls      | Nuls        |
|                     | 2.390.202                                                                                      | 2.390.202                                                                                      | 97,52%                                                                                         | 60.670                                                                                         | 60.670        | 2,48%        | 40.716     | 40.716    | 1,63%       |
| Candidatures        |                                                                                                |                                                                                                |                                                                                                |                                                                                                |               |              |            |           |             |
| Candidatura         | Candidatura                                                                                    | Candidatura                                                                                    | Candidatura                                                                                    | Candidatura                                                                                    | Vots          | %            | Diferència | Diputats  | Diferència  |
|                     | Partido Popular (PP)                                                                           | Partido Popular (PP)                                                                           | Partido Popular (PP)                                                                           | Partido Popular (PP)                                                                           | 1.211.112     | 50,67%       | -2,60%     | 55        | +1          |
|                     | Partido Socialista Obrero Español (PSOE)                                                       | Partido Socialista Obrero Español (PSOE)                                                       | Partido Socialista Obrero Español (PSOE)                                                       | Partido Socialista Obrero Español (PSOE)                                                       | 687.141       | 28,75%       | -6,24%     | 33        | -5          |
|                     | Coalició Compromís (Compromís)                                                                 | Coalició Compromís (Compromís)                                                                 | Coalició Compromís (Compromís)                                                                 | Coalició Compromís (Compromís)                                                                 | 176.213       | 7,37%        | -0,77%     | 6         | +2          |
|                     | Esquerra Unida del País Valencià (EUPV)                                                        | Esquerra Unida del País Valencià (EUPV)                                                        | Esquerra Unida del País Valencià (EUPV)                                                        | Esquerra Unida del País Valencià (EUPV)                                                        | 144.703       | 6,05%        | +6,05%     | 5         | +2          |
|                     | Unión Progreso y Democracia (UPyD)                                                             | Unión Progreso y Democracia (UPyD)                                                             | Unión Progreso y Democracia (UPyD)                                                             | Unión Progreso y Democracia (UPyD)                                                             | 60.859        | 2,55%        | +2,55%     | 0         | =           |
|                     | Verds i Ecopacifistes (VERDS)                                                                  | Verds i Ecopacifistes (VERDS)                                                                  | Verds i Ecopacifistes (VERDS)                                                                  | Verds i Ecopacifistes (VERDS)                                                                  | 31.808        | 1,33%        | +1,33%     | 0         | =           |
|                     | España 2000                                                                                    | España 2000                                                                                    | España 2000                                                                                    | España 2000                                                                                    | 12.191        | 0,51%        | +0,27%     | 0         | =           |
|                     | Esquerra Republicana del País Valencià (ERPV)                                                  | Esquerra Republicana del País Valencià (ERPV)                                                  | Esquerra Republicana del País Valencià (ERPV)                                                  | Esquerra Republicana del País Valencià (ERPV)                                                  | 11.129        | 0,47%        | -0,01%     | 0         | =           |
|                     | Partido Antitaurino Contra el Maltrato Animal (PACMA)                                          | Partido Antitaurino Contra el Maltrato Animal (PACMA)                                          | Partido Antitaurino Contra el Maltrato Animal (PACMA)                                          | Partido Antitaurino Contra el Maltrato Animal (PACMA)                                          | 9.306         | 0,39%        | +0,39%     | 0         | =           |
|                     | Coalició Valenciana (CVa)                                                                      | Coalició Valenciana (CVa)                                                                      | Coalició Valenciana (CVa)                                                                      | Coalició Valenciana (CVa)                                                                      | 9.183         | 0,38%        | -0,33%     | 0         | =           |
|                     | Centro Democrático Liberal (CDL)                                                               | Centro Democrático Liberal (CDL)                                                               | Centro Democrático Liberal (CDL)                                                               | Centro Democrático Liberal (CDL)                                                               | 8.203         | 0,34%        | +0,31%     | 0         | =           |
|                     | Ciudadanos en Blanco (CenB)                                                                    | Ciudadanos en Blanco (CenB)                                                                    | Ciudadanos en Blanco (CenB)                                                                    | Ciudadanos en Blanco (CenB)                                                                    | 4.222         | 0,18%        | +0,18%     | 0         | =           |
|                     | Units x València (UxV)                                                                         | Units x València (UxV)                                                                         | Units x València (UxV)                                                                         | Units x València (UxV)                                                                         | 3.637         | 0,15%        | +0,05%     | 0         | =           |
|                     | Partido Comunista de los Pueblos de España (PCPE)                                              | Partido Comunista de los Pueblos de España (PCPE)                                              | Partido Comunista de los Pueblos de España (PCPE)                                              | Partido Comunista de los Pueblos de España (PCPE)                                              | 3.456         | 0,14%        | -0,03%     | 0         | =           |
|                     | Partido Humanista (PH)                                                                         | Partido Humanista (PH)                                                                         | Partido Humanista (PH)                                                                         | Partido Humanista (PH)                                                                         | 2.566         | 0,11%        | +0,03%     | 0         | =           |
|                     | Centro Liberal Renovador (CLr)                                                                 | Centro Liberal Renovador (CLr)                                                                 | Centro Liberal Renovador (CLr)                                                                 | Centro Liberal Renovador (CLr)                                                                 | 2.463         | 0,10%        | +0,04%     | 0         | =           |
|                     | Democracia Nacional (DN)                                                                       | Democracia Nacional (DN)                                                                       | Democracia Nacional (DN)                                                                       | Democracia Nacional (DN)                                                                       | 2.151         | 0,09%        | +0,06%     | 0         | =           |
|                     | Unificación Comunista de España (UCE)                                                          | Unificación Comunista de España (UCE)                                                          | Unificación Comunista de España (UCE)                                                          | Unificación Comunista de España (UCE)                                                          | 1.716         | 0,07%        | +0,07%     | 0         | =           |
|                     | Falange Auténtica (FA)                                                                         | Falange Auténtica (FA)                                                                         | Falange Auténtica (FA)                                                                         | Falange Auténtica (FA)                                                                         | 1.619         | 0,07%        | -0,03%     | 0         | =           |
|                     | Movimiento por la Unidad del Pueblo-Republicanos (MUP-R)                                       | Movimiento por la Unidad del Pueblo-Republicanos (MUP-R)                                       | Movimiento por la Unidad del Pueblo-Republicanos (MUP-R)                                       | Movimiento por la Unidad del Pueblo-Republicanos (MUP-R)                                       | 1.431         | 0,06%        | 0%         | 0         | =           |
|                     | Partido Familia y Vida (PFyV)                                                                  | Partido Familia y Vida (PFyV)                                                                  | Partido Familia y Vida (PFyV)                                                                  | Partido Familia y Vida (PFyV)                                                                  | 1.407         | 0,06%        | +0,06%     | 0         | =           |
|                     | Falange Española de las JONS (FE de las JONS)                                                  | Falange Española de las JONS (FE de las JONS)                                                  | Falange Española de las JONS (FE de las JONS)                                                  | Falange Española de las JONS (FE de las JONS)                                                  | 1.149         | 0,05%        | +0,01%     | 0         | =           |
|                     | La República                                                                                   | La República                                                                                   | La República                                                                                   | La República                                                                                   | 722           | 0,03%        | +0,02%     | 0         | =           |
|                     | Esquerra Nacionalista Valenciana-República Valenciana/Partit Valencianista Europeu (ENV-RVPVE) | Esquerra Nacionalista Valenciana-República Valenciana/Partit Valencianista Europeu (ENV-RVPVE) | Esquerra Nacionalista Valenciana-República Valenciana/Partit Valencianista Europeu (ENV-RVPVE) | Esquerra Nacionalista Valenciana-República Valenciana/Partit Valencianista Europeu (ENV-RVPVE) | 715           | 0,03%        | +0,03%     | 0         | =           |
|                     | Partido Socialpatriota Español (SPES)                                                          | Partido Socialpatriota Español (SPES)                                                          | Partido Socialpatriota Español (SPES)                                                          | Partido Socialpatriota Español (SPES)                                                          | 597           | 0,02%        | +0,02%     | 0         | =           |
|                     | Partido de los Extranjeros (PDEX)                                                              | Partido de los Extranjeros (PDEX)                                                              | Partido de los Extranjeros (PDEX)                                                              | Partido de los Extranjeros (PDEX)                                                              | 530           | 0,02%        | +0,02%     | 0         | =           |

### Resultats per circumscripció electoral

#### Alacant
| Eleccions del 22 de maig de 2011                           |           |           |              |           |           |
| Cens                                                       | 1.218.126 | 1.218.126 | 1.218.126    | 1.218.126 | 1.218.126 |
| Votants                                                    | 830.703   | 830.703   | Participació | 68,2%     | 68,2%     |
| Vots vàlids                                                | 816.693   | 816.693   |              | 98,3%     | 98,3%     |
| Vots nuls                                                  | 14.010    | 14.010    |              | 1,7%      | 1,7%      |
| Partits                                                    | Vots      | %         | +/-          | Escons    | +/-       |
| Partit Popular (PPCV)                                      | 405.305   | 50,94     | -1,60        | 20        | +1        |
| Partit Socialista Obrer Espanyol (PSPV-PSOE)               | 243.817   | 30,64     | -6,46        | 12        | -2        |
| Esquerra Unida del País Valencià (EUPV)                    | 43.881    | 5,52      |              | 2         | +1 a      |
| Coalició Compromís (Compromís)                             | 37.301    | 4,69      |              | 1         | = b       |
| Unión Progreso y Democracia (UPyD)                         | 25.312    | 3,18      |              | 0         |           |
| Verds i Ecopacifistes (VERDS) c                            | 15.328    | 1,93      |              | 0         |           |
| Centro Democrático Liberal (C.D.L.)                        | 4.579     | 0,58      | +0,48        | 0         |           |
| Partit Antitaurí Contra el Maltractament Animal (PACMA)    | 3.537     | 0,44      |              | 0         |           |
| Esquerra Republicana del País Valencià (ERPV)              | 3.342     | 0,42      | -0,03        | 0         |           |
| Centro Liberal Renovador (CLR)                             | 2.463     | 0,31      | +0,13        | 0         |           |
| España 2000 (ESPAÑA 2000)                                  | 1.600     | 0,20      | +0,07        | 0         |           |
| Partido Comunista de los Pueblos de España (PCPE)          | 1.515     | 0,19      | +0,01        | 0         |           |
| Partit Humanista (PH)                                      | 1.376     | 0,17      | +0,06        | 0         |           |
| Coalició Valenciana (CVa)                                  | 1.296     | 0,16      | -0,01        | 0         |           |
| Falange Auténtica (FA)                                     | 1.171     | 0,15      | =            | 0         |           |
| Partido Familia y Vida (PFyV)                              | 982       | 0,12      |              | 0         |           |
| Movimiento por la Unidad del Pueblo - Republicanos (MUP-R) | 911       | 0,11      | +0,01        | 0         |           |
| Unificación Comunista de España (UCE)                      | 833       | 0,10      |              | 0         |           |
| Democracia Nacional (DN)                                   | 681       | 0,09      |              | 0         |           |
| Units x Valéncia (UxV)                                     | 429       | 0,05      | -0,03        | 0         |           |
| En blanc                                                   | 21.034    | 2,6       | +1,20        |           |           |
| Total                                                      | 816.693   |           |              | 35        | =         |

a Respecte als diputats d'EUPV dins de Compromís pel País Valencià en 2007 al final de la legislatura.

b Respecte als diputats del BLOC i d'IdPV dins de Compromís pel País Valencià en 2007 al final de la legislatura.

c Coalició d'Els Verds del País Valencià, Los Verdes Ecopacifistas i Los Verdes-Grupo Verde.

#### Castelló
| Eleccions del 22 de maig de 2011                        |         |         |              |         |         |
| Cens                                                    | 414.292 | 414.292 | 414.292      | 414.292 | 414.292 |
| Votants                                                 | 289.702 | 289.702 | Participació | 69,9%   | 69,9%   |
| Vots vàlids                                             | 283.739 | 283.739 |              | 97,9%   | 97,9%   |
| Vots nuls                                               | 5.963   | 5.963   |              | 2,1%    | 2,1%    |
| Partits                                                 | Vots    | %       | +/-          | Escons  | +/-     |
| Partit Popular (PPCV)                                   | 136.353 | 49,45   | -0,67        | 13      | +1      |
| Partit Socialista Obrer Espanyol (PSPV-PSOE)            | 87.983  | 31,90   | -6,73        | 9       | -1      |
| Coalició Compromís (Compromís)                          | 19.115  | 6,93    |              | 1 a     | = b     |
| Esquerra Unida del País Valencià (EUPV)                 | 14.679  | 5,32    |              | 1       | = c     |
| Unión Progreso y Democracia (UPyD)                      | 5.423   | 1,97    |              | 0       |         |
| Verds i Ecopacifistes (VERDS) d                         | 2.988   | 1,08    |              | 0       |         |
| España 2000 (ESPAÑA 2000)                               | 2.908   | 1,05    | +0,45        | 0       |         |
| Esquerra Republicana del País Valencià (ERPV)           | 2.372   | 0,86    | +0,17        | 0       |         |
| Partit Antitaurí Contra el Maltractament Animal (PACMA) | 931     | 0,34    |              | 0       |         |
| Coalició Valenciana (CVa)                               | 827     | 0,30    | -0,28        | 0       |         |
| Democracia Nacional (DN)                                | 555     | 0,20    |              | 0       |         |
| Partido Comunista de los Pueblos de España (PCPE)       | 509     | 0,18    | +0,04        | 0       |         |
| Centro Democrático Liberal (C.D.L.)                     | 505     | 0,18    |              | 0       |         |
| Partido Familia y Vida (PFyV)                           | 430     | 0,16    |              | 0       |         |
| Units x Valéncia (UxV)                                  | 189     | 0,07    | -0,04        | 0       |         |
| En blanc                                                | 7.972   | 2,78    | +1,16        |         |         |
| Total                                                   | 283.739 |         |              | 24      | =       |

a Diputat del BLOC.

b Respecte als diputats del BLOC i d'IdPV dins de Compromís pel País Valencià en 2007 al final de la legislatura.

c Respecte als diputats d'EUPV dins de Compromís pel País Valencià en 2007 al final de la legislatura.

d Coalició d'Els Verds del País Valencià, Los Verdes Ecopacifistas i Los Verdes-Grupo Verde.

#### València
| Eleccions del 22 de maig de 2011                                                               |           |           |              |           |           |
| Cens                                                                                           | 1.917.269 | 1.917.269 | 1.917.269    | 1.917.269 | 1.917.269 |
| Votants                                                                                        | 1.371.183 | 1.371.183 | Participació | 71,5%     | 71,5%     |
| Vots vàlids                                                                                    | 1.350.440 | 1.350.440 |              | 99,2%     | 99,2%     |
| Vots nuls                                                                                      | 20.743    | 20.743    |              | 1,5%      | 1,5%      |
| Partits                                                                                        | Vots      | %         | +/-          | Escons    | +/-       |
| Partit Popular (PPCV)                                                                          | 669.454   | 50,76     | -3,61        | 22        | -1        |
| Partit Socialista Obrer Espanyol (PSPV-PSOE)                                                   | 355.341   | 26,94     | -6,01        | 12        | -2        |
| Coalició Compromís (Compromís)                                                                 | 119.797   | 9,08      |              | 4 a       | +2 b      |
| Esquerra Unida del País Valencià (EUPV)                                                        | 86.143    | 6,53      |              | 2         | +1 c      |
| Unión Progreso y Democracia (UPyD)                                                             | 30.124    | 2,28      |              | 0         |           |
| Verds i Ecopacifistes (VERDS) d                                                                | 13.492    | 1,02      |              | 0         |           |
| España 2000 (ESPAÑA 2000)                                                                      | 7.683     | 0,58      | +0,34        | 0         |           |
| Coalició Valenciana (CVa)                                                                      | 7.060     | 0,54      | -0,54        | 0         |           |
| Esquerra Republicana del País Valencià (ERPV)                                                  | 5.415     | 0,41      | -0,06        | 0         |           |
| Partit Antitaurí Contra el Maltractament Animal (PACMA)                                        | 4.838     | 0,37      |              | 0         |           |
| Ciudadanos en Blanco (CenB)                                                                    | 4.222     | 0,32      |              | 0         |           |
| Centro Democrático Liberal (C.D.L.)                                                            | 3.119     | 0,24      |              | 0         |           |
| Units x Valéncia (UxV)                                                                         | 3.019     | 0,23      | +0,11        | 0         |           |
| Partido Comunista de los Pueblos de España (PCPE)                                              | 1.432     | 0,11      | -0,06        | 0         |           |
| Partido Humanista (PH)                                                                         | 1.190     | 0,09      | =            | 0         |           |
| Falange Española de las JONS (FE de las JONS)                                                  | 1.156     | 0,09      | +0,04        | 0         |           |
| Democracia Nacional (DN)                                                                       | 915       | 0,07      | +0,02        | 0         |           |
| Unificación Comunista de España (UCE)                                                          | 886       | 0,07      |              | 0         |           |
| La República (LA REPÚBLICA)                                                                    | 735       | 0,06      |              | 0         |           |
| Esquerra Nacionalista Valenciana-República Valenciana/Partit Valencianista Europeu (ENV-RVPVE) | 677       | 0,05      |              | 0         |           |
| Partido Socialpatriota Español (SPES)                                                          | 585       | 0,04      |              | 0         |           |
| Movimiento por la Unidad del Pueblo - Republicanos (MUP-R)                                     | 529       | 0,04      | -0,02        | 0         |           |
| Partido de los Extranjeros (PDEX)                                                              | 508       | 0,04      |              | 0         |           |
| Falange Auténtica (FA)                                                                         | 456       | 0,03      | -0,05        | 0         |           |
| En blanc                                                                                       | 31.664    | 2,68      | 1,35         |           |           |
| Total                                                                                          | 1.350.440 |           |              | 40        | =         |

a D'ells, 2 diputats del Bloc Nacionalista Valencià, 1 d'Iniciativa del Poble Valencià i 1 d'Els Verds-Esquerra Ecologista.

b Respecte als diputats del BLOC i d'IdPV dins de Compromís pel País Valencià en 2007 al final de la legislatura.

c Respecte als diputats d'EUPV dins de Compromís pel País Valencià en 2007 al final de la legislatura.

d Coalició d'Els Verds del País Valencià, Los Verdes Ecopacifistas i Los Verdes-Grupo Verde.